# Samuel Hood Linzee
Pour les articles homonymes, voir Linzee.
Samuel Hood Linzee, né le 27 décembre 1773 à Plymouth et mort le 1er septembre 1820 à Stonehouse, est un officier de la Royal Navy.
Il participe aux guerres de la Révolution française et aux guerres napoléoniennes.
Il est nommé d'après Samuel Hood qui était marié à la cousine de son père.